# Bize (Alti Pirenei)
Bize è un comune francese di 225 abitanti situato nel dipartimento degli Alti Pirenei nella regione dell'Occitania.

## Società

### Evoluzione demografica
Abitanti censiti